# ひとヒナタ
『ひとヒナタ』（ひとひなた）は、熊木杏里の5枚目のアルバム。2008年11月5日にキングレコードからリリース。

## 解説
熊木の過去アルバム4作の全編曲を手掛けた吉俣良は本作では制作に携わっていない。『私は私をあとにして』に続き、ボーナス・トラック+DVD同梱の初回限定盤と通常盤の2形態で発売。DVDには「朝日の誓い」「ひみつ」「春隣」「特典映像」を収録。

## 収録曲
作詞・作曲：熊木杏里（特記以外）
1. モウイチド
  - 編曲：西垣哲二
  - 11thシングル。
  - クロックワークス配給映画「Happyダーツ」主題歌
2. 夏の気まぐれ
  - 編曲：重実徹
  - ユニクロ「ブラトップ」CMソング。
3. 誕生日（Album Version）
  - 編曲：L.O.E
  - 12thシングル。
4. こと
  - 編曲：西垣哲二
  - 12thシングル。
  - 東京テアトル配給映画「天国はまだ遠く」エンディング・テーマ。
5. 青雲
  - 編曲：上田禎
6. 春隣
  - 編曲：西垣哲二
  - 10thシングル。
  - 「ニッセイ同和損害保険」CMソング。
7. 青春たちの声がする
  - 編曲：西垣哲二
8. 時の列車
  - 編曲：岩瀬聡志
  - 10thシングルのカップリング。
  - 「京王電鉄」CMソング。
9. 雨が空から離れたら
  - 編曲：L.O.E
  - 13thシングルとしてシングルカットされた。
  - 「2009年JRAブランド」CMソング。
10. やっぱり
  - 編曲：上田禎
  - ロッテ「紗々京物語」CMソング。
11. my present
  - 編曲：L.O.E
  - MBSテレビ他ドラマ「親孝行プレイ」エンディング・テーマ。
12. 夏休み （初回限定盤のみ）
  - 作詞・作曲：吉田拓郎／編曲：岩瀬聡志
  - 吉田拓郎の曲のカバー。